# Žabari
Žabari (srbskou cyrilicí Жабари) jsou město a správní středisko stejnojmenné opštiny v Srbsku v Braničevském okruhu. Nachází se v nížině mezi řekami Mlava a Velká Morava, asi 27 km jižně od města Požarevac a asi 101 km jihovýchodně od Bělehradu. V roce 2011 žilo v Žabarech 1 163 obyvatel, v celé opštině pak 10 969 obyvatel, z nichž naprostou většinu (94,49 %) tvoří Srbové, ale výrazné národnostní menšiny též tvoří Valaši (2,62 %) a Rumuni (0,82 %). Rozloha opštiny je 264 km².
Kromě města Žabari k opštině patří dalších 14 sídel; Aleksandrovac, Brzohode, Četereže, Kočetin, Mirijevo, Oreovica, Polatna, Porodin, Sibnica, Simićevo, Svinjarevo, Tićevac, Viteževo a Vlaški Do. Žabari nejsou největším sídlem opštiny; tím je Porodin s 2 036 obyvateli.
Většina obyvatel se zabývá zpracovatelským průmyslem, dále pak maloobchodem, velkoobchodem, opravami a vyučováním.